# Speocyclops lindbergi
Speocyclops lindbergi – gatunek widłonoga z rodziny Cyclopidae. Nazwa naukowa tego gatunku skorupiaków została opublikowana w 1957 roku przez rumuńską zoolog Andrianę Damian.